# 소라의 꿈
"소라의 꿈"은 1968년 공개된 대한민국의 영화이다.

## 배역
- 문희
- 신영균
- 윤정희
- 김정훈
- 임성빈
- 이낙훈
- 김동원

## 수상
- 1968년 제7회 대종상
  - 음악상 - 황문평